# Enfermedad de la realidad virtual o cibercinetosis
El mareo por realidad virtual ( mareo por RV ) ocurre cuando la exposición a un entorno virtual provoca síntomas similares a los del mareo por movimiento .  Es decir, cibercinetosis se produce debido a una discrepancia entre las señales sensoriales que recibe el cerebro. Ya que, los ojos perciben movimiento en el entorno virtual, pero el sistema vestibular indica que el cuerpo está en reposo, lo que genera una incongruencia sensorial que provoca una determinada sintomatología.
Los síntomas más comunes son malestar general, fatiga visual, dolor de cabeza, dolor de estómago, náuseas, vómitos, palidez, sudoración, fatiga, somnolencia, desorientación y apatía.  Otros síntomas incluyen inestabilidad postural y arcadas .  Las causas más comunes son la baja velocidad de cuadros, el retraso de entrada y el conflicto de acomodación de vergencia .  
El mareo por realidad virtual se diferencia del mareo por movimiento en que puede ser causado por la percepción visualmente inducida del propio movimiento; no es necesario el propio movimiento real.  También es diferente de la enfermedad del simulador.
La cibercinetosis puede tener consecuencias indeseables más allá de la sintomatología en sí. Por ejemplo, Crowley (1987) argumentó que el mareo en el simulador de vuelo podría disuadir a los pilotos de utilizar simuladores de vuelo, reducir la eficiencia del entrenamiento a través de la distracción y el estímulo de conductas adaptativas que son desfavorables para el rendimiento, comprometiendo la seguridad en tierra o la seguridad del vuelo cuando los pilotos enfermos y desorientados abandonan el simulador.  Se podrían esperar consecuencias similares en el uso de los sistemas de realidad virtual. Aunque la evidencia actualmente es limitada.  La investigación sugiere que la cibercinetosis es una barrera importante para el uso de la realidad virtual,  o para el uso efectivo de herramientas de entrenamiento y herramientas de rehabilitación en realidad virtual. Por lo que, se han realizado estimaciones de la incidencia y los principales síntomas  en múltiples estudios. 

## Causas
El mareo por realidad virtual  o cibercinetosis está estrechamente relacionada con el mareo por simulador y por movimiento.
La teoría del conflicto sensorial proporciona un marco para comprender el mareo por movimiento; pudiéndose aplicar al mareo por realidad virtual, para comprender mejor cómo puede ocurrir.
Factores que contribuyen
- Tasa     de refresco baja: Investigaciones de la Universidad de Nottingham     Trent han demostrado que una frecuencia de actualización insuficiente en     los dispositivos de RV puede aumentar la probabilidad de experimentar     cibercinetosis.
- Retraso     en la entrada (input lag): Estudios del Instituto de Tecnología de     Massachusetts (MIT) indican que demoras entre los movimientos del usuario     y la respuesta visual en el entorno virtual pueden intensificar los     síntomas.
- Conflicto     de vergencia-acomodación: Según investigaciones de la Universidad de     Stanford, este conflicto ocurre cuando los ojos deben enfocar a diferentes     distancias en el entorno virtual, causando fatiga ocular y malestar.
- La resolución de la animación, esta puede provocar que los usuarios experimenten este fenómeno. Cuando las animaciones son pobres, se produce otro tipo de discordia entre lo que se espera y lo que realmente sucede en la pantalla. Cuando los gráficos en pantalla no siguen el ritmo de los movimientos de la cabeza del usuario, puede provocar una forma de mareo por movimiento.

No todos los científicos están de acuerdo con la teoría del conflicto sensorial.  Existe una segunda teoría del mareo por movimiento, que también se ha utilizado para explicar el mareo por realidad virtual, es la teoría de la inestabilidad postural.  Esta teoría sostiene que el mareo por movimiento y las enfermedades relacionadas ocurren debido a malas adaptaciones posturales en respuesta a un acoplamiento inusual entre los estímulos visuales y la coordinación motora. Los marcadores característicos de la inestabilidad postural ocurren antes de la aparición de los síntomas y predicen el desarrollo posterior de los mismos.  Esta teoría puede explicar algunas situaciones sorprendentes en las que el mareo por movimiento no se produjo en presencia de un conflicto sensorial. No todos los científicos están de acuerdo con la teoría del conflicto sensorial.  Una segunda teoría del mareo por movimiento, que también se ha utilizado para explicar el mareo por realidad virtual, es la teoría de la inestabilidad postural.  Esta teoría sostiene que el mareo por movimiento y las enfermedades relacionadas ocurren debido a malas adaptaciones posturales en respuesta a un acoplamiento inusual entre los estímulos visuales y la coordinación motora. Los marcadores característicos de la inestabilidad postural ocurren antes de la aparición de los síntomas y predicen el desarrollo posterior de los mismos.  Esta teoría puede explicar algunas situaciones sorprendentes en las que el mareo por movimiento no se ha producido a causa de un conflicto sensorial. 

## Aspectos técnicos
Hay varios aspectos técnicos de la realidad virtual que generalmente provocan mareos,.
- Movimiento desparejado:
  - Discrepancia entre el movimiento de la simulación y el esperado por el usuario. [16]
  - Frecuencias no coincidentes, similares al mareo por mar, pueden inducir síntomas.[16]
- Campo de visión:
  - Aumentar el campo de visión incrementa los síntomas de mareo por simulador.[17]
  - Relación curvilínea: los síntomas se estabilizan a partir de 140° de campo de visión. [17]
- Paralaje de movimiento:
  - Reducir distancias de paralaje a menos que la distancia interpupilar humana provoca malestar oculomotor (dolor de cabeza, fatiga visual) en pantallas grandes. [18]
  - Aunque menos frecuente en pantallas pequeñas, puede causar cansancio visual con el tiempo. [18]
- Ángulo de visión:
  - Ángulos extremos, como mirar hacia los pies virtuales, aumentan los mareos. [19]
- Tiempo de inmersión:
  - Incrementa la presencia de síntomas, especialmente fatiga visual y malestar general.  [20] [19]
  - Movimientos de todo el cuerpo versus solo la cabeza son determinantes en la aparición de náuseas. [16]

## Técnicas para reducir el mareo por realidad virtual
Según diversos estudios, hay diversas maneras de reducir las sintomatología. Una de ellas es la introducción de un marco de referencia estático, es decir, como un fondo visual independiente. Para hacer posible esto existe una técnica conocida como Nasum Virtualis, la cual implementa este principio al incluir una nariz virtual como marco de referencia fijo dentro del casco de realidad virtual, lo que ha demostrado ser eficaz para disminuir el malestar asociado.    
También se puede reducir mediante técnicas como: permitir movimientos físicos reales (realidad virtual a escala de habitación), limitar giros bruscos, reducir el campo de visión en movimientos rápidos,usar teletransportación  y simular entornos de gravedad cero. Estas estrategias hacen la experiencia más cómoda y estable.
Finalmente, para mitigar estos síntomas, resultan útiles estrategias como la exposición progresiva a la realidad virtual, la utilización de remedios naturales como el jengibre y el empleo de pulseras de acupresión. Además, optar por juegos de realidad virtual desarrollados específicamente para minimizar el mareo por movimiento puede contribuir a disminuir las náuseas y mejorar la experiencia del usuario.